# Balbisia miniata
Balbisia miniata là một loài thực vật có hoa trong họ Vivianiaceae hoặc họ Francoaceae nghĩa rộng (s. l.). Loài này được Ivan Murray Johnston miêu tả khoa học đầu tiên năm 1928 dưới danh pháp Wendtia miniata. Năm 1939 Horacio Raul Descole, Carlos Alberto O'Donell và Alicia Lourteig chuyển nó sang chi Balbisia.

## Mẫu dịnh danh
Mẫu định danh: L. R. Parodi 7821; do giáo sư Lorenzo R. Parodi thuộc Đại học Buenos Aires thu thập ngày 30-1-1927, holotype lưu giữ tại Phòng mẫu cây Gray, Đại học Harvard.

## Phân bố
Loài này được tìm thấy tại miền tây Argentina (các tỉnh Salta, La Rioja, San Luis). Môi trường sống là các thung lũng khe sâu trên đồng cỏ khô Nam Mỹ, ở cao độ tới 2.300 m.

## Các thứ
- Balbisia miniata var. miniata: Nguyên chủng.
- Balbisia miniata var. anomala Ariza & Novara, 2004[5]: Tìm thấy ở tỉnh Salta.

## Mô tả
Cây bụi cao tới 1 m, phân nhiều cành; các cành mang hoa mập tới 1 mm, thanh mảnh, thưa lông lụa; các cành già hóa gỗ thanh mảnh màu nâu; lá rất nhiều, mọc đối, bền chắc, cách nhau 3-5 mm, lá đơn, hình mác ngược, nguyên, khi non có lông nhung áp ép thưa và không dễ thấy, trở thành nhẵn nhụi khi già, dài 5-8 mm, rộng 1-2 mm, đỉnh nhọn rộng, đáy thon nhỏ dần thành cuống lá rất thanh mảnh dài 1 mm; hoa đầu cành có cuống dài ~1 cm; tổng bao dài 6–7 mm, thẳng, hơi phân thành thành các thùy, có lông tơ nhỏ; lá đài thuôn dài-hình mác, dài ~7 mm, rộng 2-2,5 mm, đỉnh nhọn thon thanh mảnh; cánh hoa hình trứng ngược, dài 14–15 mm, rộng ~8 mm, thuôn tròn hay tù ở đỉnh; nhị hoa 10, trong đó 5 nhị có chỉ nhị dài 3 mm, xen kẽ với 5 nhị có chỉ nhị dài 2 mm; bao phấn hình trứng; bầu nhụy hình cầu, rậm lông cứng màu trắng bạc; đầu nhụy 2 ( hoặc hiếm khi 4), dài ~3 mm, thẳng-hình lưỡi; quả nang dài 5 mm, với 3 hoặc hiếm khi 4 ngăn, nhẵn nhụi, nứt dọc kiểu chẻ ngăn, với 1 hoặc 2 hạt.